# Heinrich Baggenstos

Heinrich Baggenstos (ca. 1980)

Heinrich Baggenstos (* 13. August 1929 in Luzern; † 26. März 2016 in Greifensee; heimatberechtigt in Gersau) war Professor für Elektrotechnik an der ETH Zürich.

## Leben
Heinrich Baggenstos studierte von 1952 bis 1956 an der Abteilung für Elektrotechnik der ETH Zürich und war anschliessend vorerst Assistent und später Oberassistent am Institut für Höhere Elektrotechnik der ETH Zürich. Auf den 1. April 1969 wählte ihn der schweizerische Bundesrat zum Assistenzprofessor für Elektrotechnik. 1973 erfolgte seine Beförderung zum ausserordentlichen und 1980 zum ordentlichen Professor für das gleiche Lehrgebiet. Von 1980 bis 1982 fungierte er als Vorsteher der Abteilung für Elektrotechnik. Zudem war er lange Jahre Mitglied der Planungskommission und Präsident der Reformkommission der ETH Zürich sowie Vorsteher des Instituts für Feldtheorie und Höchstfrequenztechnik.
Heinrich Baggenstos und seine Gruppe, die früher zum Laboratorium für Elektronik gehörte, schlossen sich 1985 dem Mikrowellenlaboratorium an. Das neue Labor wurde in «Institut für Feldtheorie und Höchstfrequenztechnik» umbenannt. Der Forschungsschwerpunkt der Gruppe Feldtheorie lag auf der Berechnung elektromagnetischer Felder, die auch nach der Emeritierung von Baggenstos am 1. Oktober 1996 fortgesetzt wurde.

## Schaffen
Heinrich Baggenstos hat es verstanden, in einer Phase des Übergangs von der theoretischen Elektrotechnik, seinem eigentlichen Fachgebiet, zu «computational electromagnetics» eine der weltweit ersten Gruppen aufzubauen, die sich intensiv mit numerischen Methoden zur Simulation elektromagnetischer Felder beschäftigt und eigene Verfahren entwickelt haben, welche heute noch verwendet werden. Inhaltlich lag der Fokus auf der geführten und freien Wellenausbreitung, deren Erforschung zu bedeutenden Arbeiten in den Bereichen Bioelectromagnetics und Elektrosmog führte, die im Zusammenhang mit der Entwicklung des Mobilfunks auf grosses Interesse stiessen. Seinem Naturell entsprechend, liess er dabei in der Forschung seinen Mitarbeitern grosse Freiheiten.
Persönlich hat sich Heinrich Baggenstos mit überdurchschnittlichem Einsatz der Lehre gewidmet. Daneben engagierte er sich in hohem Masse in der akademischen Selbstverwaltung und nahm dabei oft die Rolle des Mediators ein, der sowohl unter seinen Kollegen als auch zwischen den unterschiedlichen Interessengruppen an der ETH Zürich Gegensätze zu überbrücken wusste und tragfähige Lösungen zustande brachte. Schliesslich trat er angesichts der rasanten Entwicklung der mobilen Telefonie auch als Berater von politischen Gremien auf.